# Lagonosticta virata
Lagonosticta virata е вид птица от семейство Estrildidae.

## Разпространение
Видът е разпространен в Мали и Сенегал.